# Nanatsu no ko
Les sept enfants ou Enfant de sept ans (七つの子, Nanatsu no ko) est une chanson populaire pour les enfants japonais. Les paroles sont d'Ujō Noguchi (野口雨情, Noguchi Ujō) et la mélodie de Nagayo Motoori (本居長世, Motoori Nagayo). Il a été publié dans le magazine Kin no fune en juillet 1921. 
Nanatsu no ko est utilisée comme mélodie de départ des trains dans la gare d'Isohara de la ville de Kitaibaraki.

## Paroles
| Japonais | Romanisation | Traduction |
| --- | --- | --- |
| 烏 なぜ啼くの 烏は山に 可愛い七つの 子があるからよ 可愛 可愛と 烏は啼くの 可愛 可愛と 啼くんだよ 山の古巣へ 言って見て御覧 丸い眼をした いい子だよ | Karasu naze nakuno Karasu wa yama ni Kawai nanatsu no Ko ga aru kara yo Kawai kawai to Karasu wa nakuno Kawai kawai to Nakundayo Yama no hurusu e Itte mite goran Marui me o shita Iiko da yo | Mère corneille, pourquoi tu croasses ? Parce que haut sur la montagne J'ai sept enfants mignons. "Mignon, mignon," Chante cette mère corneille "Mignon, mignon," Pleure cette mère corneille. Vous devriez contempler le vieux nid Sur la montagne. Et là vous verrez de tels Yeux ronds, de bons enfants. |

## Inspiration
Dans le manga et anime Détective Conan de Gosho Aoyama, l'adresse mail du « Boss » de l'Organisation des hommes en noir est le #969#6261, qui reproduit le début de Nanatsu no Ko. 

## Source de la traduction
- (en) Cet article est partiellement ou en totalité issu de l’article de Wikipédia en anglais intitulé « Nanatsu no Ko » (voir la liste des auteurs).